# داش باشي
داش باشي هي قرية في مقاطعة خدا أفرين، إيران. عدد سكان هذه القرية هو 41 في سنة 2006.